# Vorno
Vorno è una frazione del comune italiano di Capannori, nella provincia di Lucca, in Toscana.

## Geografia fisica
La frazione, in realtà agglomerato di diverse abitazioni sparse, è posta in una vallata alle pendici nord del monte Serra. Territorio di carattere montuoso, presenta le pendici più basse ricoperte di oliveti terrazzati che, in alto, cedono alle pinete e ai boschi di castagni; vi si trovano varie sorgenti, la quali fungono da affluenti al Rio di Vorno.

## Storia

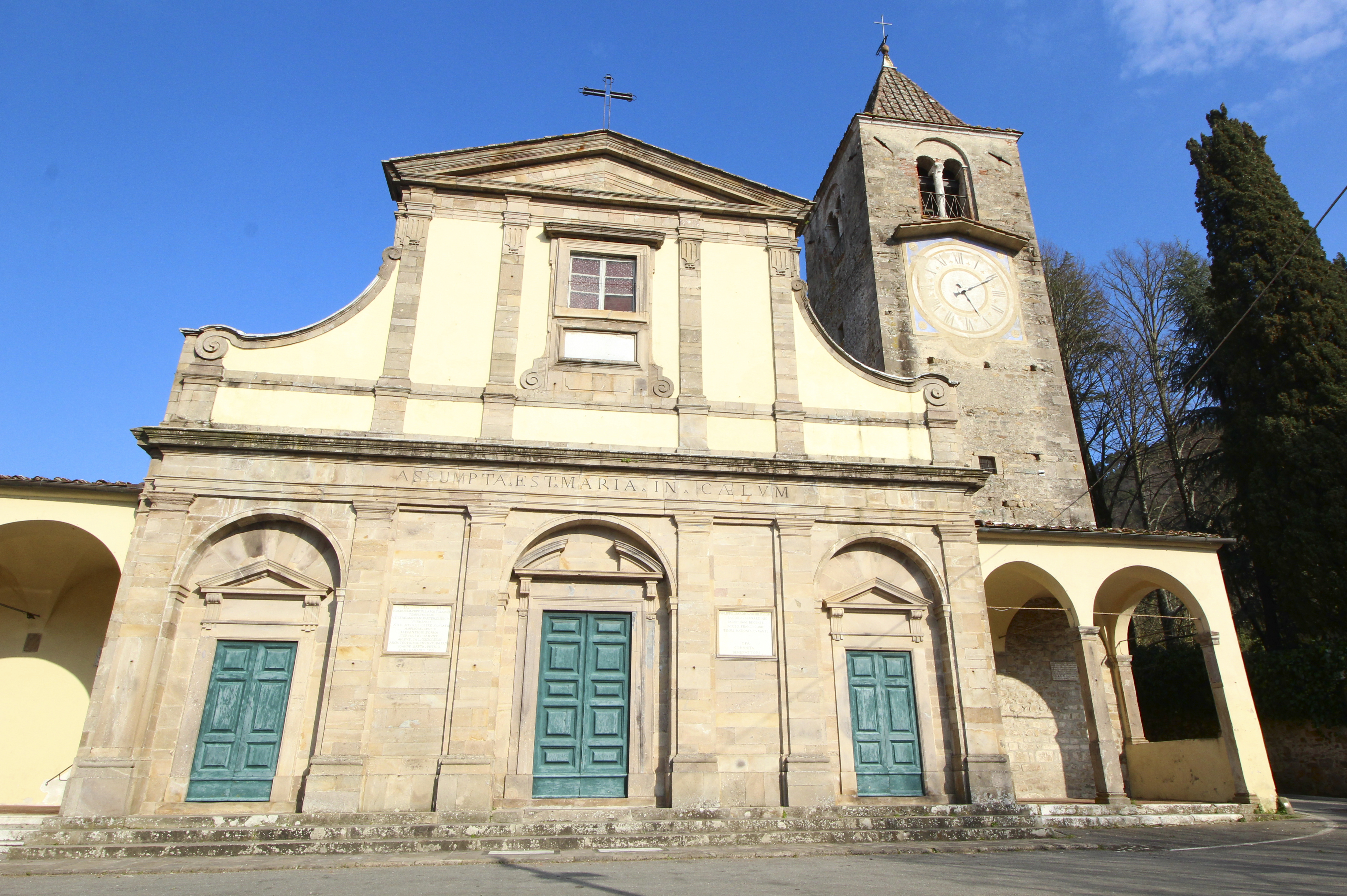
Pieve di San Pietro

Pur già anticamente abitata, la zona iniziò ad avere importanza con l'arrivo dei romani che bonificarono la vallata e iniziarono i primi insediamenti stabili concentrati principalmente sulla sponda sinistra del Rio Maggiore.
Intorno all'anno 1000 l'area di Vorno vedeva la presenza di tre castelli via via posseduti dai vari nobili lucchesi, quello sul monte Zano, quello "al Castello" e quello a monte Castellaccio. Quest'ultimo viene e descritto da Bartolomeo Beverini in Annales lucienses e Padre Cianelli nella sua opera Memorie Lucchesi.
La pieve di Vorno, dedicata a San Pietro e attestata al 867, vide via via diversi restauri e ampliamenti. L'ultimo degno di nota è del 1793 dove viene abbattuto il porticato, rifatta la facciata e rialzato il campanile.
Il borgo di Vorno contava 3 691 abitanti nel 1832.
A Vorno sono anche presenti vare opere di presa idraulica per l'acquedotto Nottolini, costruito tra il 1822 ed il 1832, le quali confluiscono nel tempietto di Guamo da cui parte la sezione sopraelevata dell'acquedotto.

## Monumenti e luoghi d'interesse
- Pieve di San Pietro
- Villa Minutoli-Tegrimi